# 大阪府道147号正雀一津屋線
大阪府道147号正雀一津屋線（おおさかふどう147ごう しょうじゃくひとつやせん）は、大阪府摂津市を通る一般府道である。

## 概要
摂津市正雀1丁目から摂津市鳥飼西に至る。

### 路線データ
- 起点：大阪府摂津市正雀1丁目（正雀1丁目、大阪府道142号正雀停車場線起点）
- 終点：大阪府摂津市鳥飼西（鳥飼大橋北詰交差点、大阪府道2号大阪中央環状線交点）

## 路線状況

### 道路施設

#### 橋梁
- 安威川橋（安威川、摂津市）
- 瀧ヶ小橋（番田水路・鳥飼井路、摂津市）

## 地理

### 通過する市町村
- 大阪府
  - 摂津市

### 交差する道路
| 交差する道路                         | 交差する場所 | 交差する場所              |
| ------------------------------------ | ------------ | ------------------------- |
| 大阪府道142号正雀停車場線            | 正雀1丁目    | 正雀交差点 / 起点         |
| 大阪府道・京都府道14号大阪高槻京都線 | 正雀2丁目    |                           |
| 大阪府道16号大阪高槻線               | 別府1丁目    | 別府交差点                |
| 大阪府道2号大阪中央環状線            | 鳥飼西       | 鳥飼大橋北詰交差点 / 終点 |

### 交差する鉄道
- 東海道新幹線

### 沿線
- 大阪薫英女子短期大学・大阪薫英女学院中学校・高等学校
- 阪急電鉄京都本線正雀駅
- 関西みらい銀行正雀支店
- 摂津市民図書館
- 摂津市立第四中学校
- 摂津市立味生小学校
- 淀川河川公園（一津屋河畔地区・一津屋野草地区）